# Namdhari

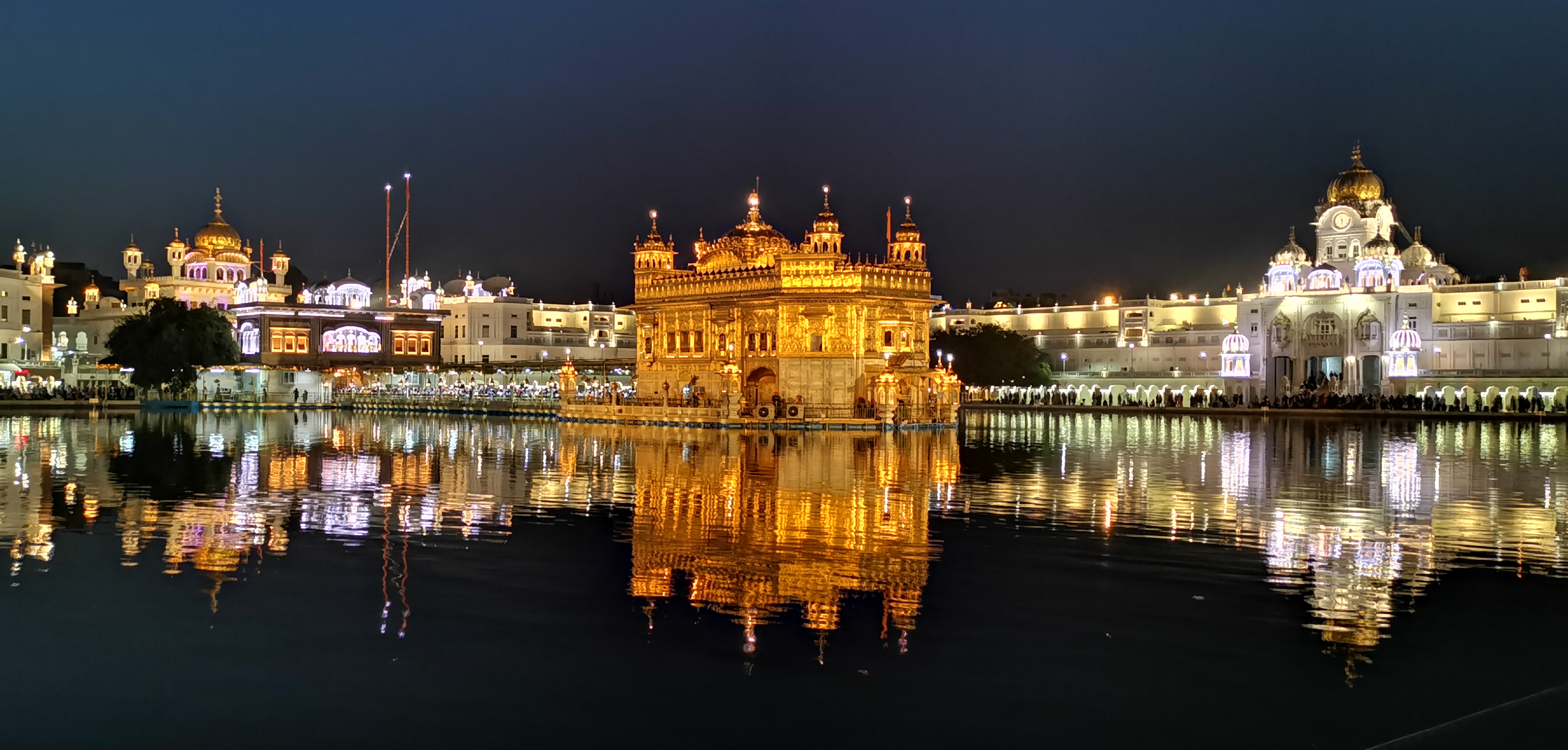
El Harmandir Sahib, conocido popularmente como el Templo Dorado, es un santuario sagrado para los namdharis sijs.

El namdhari es una religión que se engloba dentro del sijismo, una de las mayores religiones de la India y la novena, en cuanto a número de creyentes del mundo. A los seguidores del mamdhari se les denomina mandharies.

## Historia

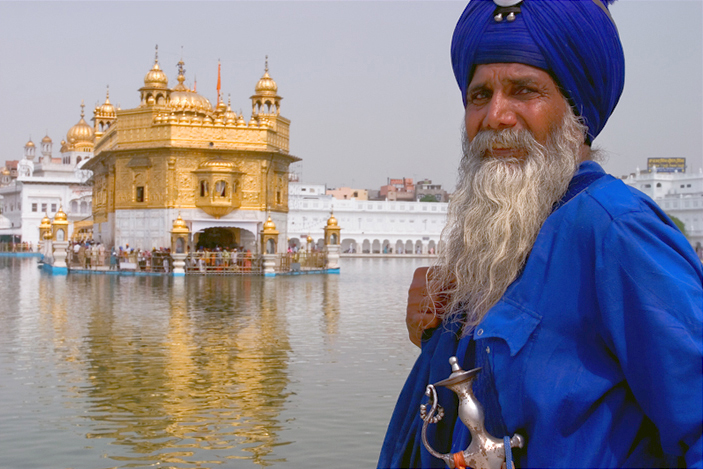
Un hombre sij en Harmandir Sahib, también llamado, el Templo Dorado.

El movimiento namdhari fue fundado en el siglo xixi por Baba Balak Singh y sus devotos. La doctrina estipula ideas estrictas en cuanto al régimen alimentario, prohibiendo por ejemplo el consumo de carnes.
Los namdhareies tienen como creencia que su último líder se encuentra actualmente vivo y se presentará de nuevo.
Las personas que profesan esta religión llevan un turbante de color blanco y la utilización de collares de cuneta de lanas con 108 nudos.
Los registros de la India británica enumeran las actividades extremistas de los sijs namdhareies durante la década de 1870. Mientras estaban en ocasiones aclamados como movimiento de resistencia, sus actividades incluyeron ataques con fallecimientos de algunos líderes musulmanes en Amritsar y Ludhiana en 1871 Un grupo de 66 sijs namdhareies fueron asesinados en 1872 por protestar contra los británicos. Actualmente, existe un monumento en su honor en Namdhari Shidi Smarg Malerkotla en el Punjab indio.